# Mekikis
Mekikis is een bestuurslaag in het regentschap Kediri van de provincie Oost-Java, Indonesië. Mekikis telt 3493 inwoners (volkstelling 2010).